# Pain Graham

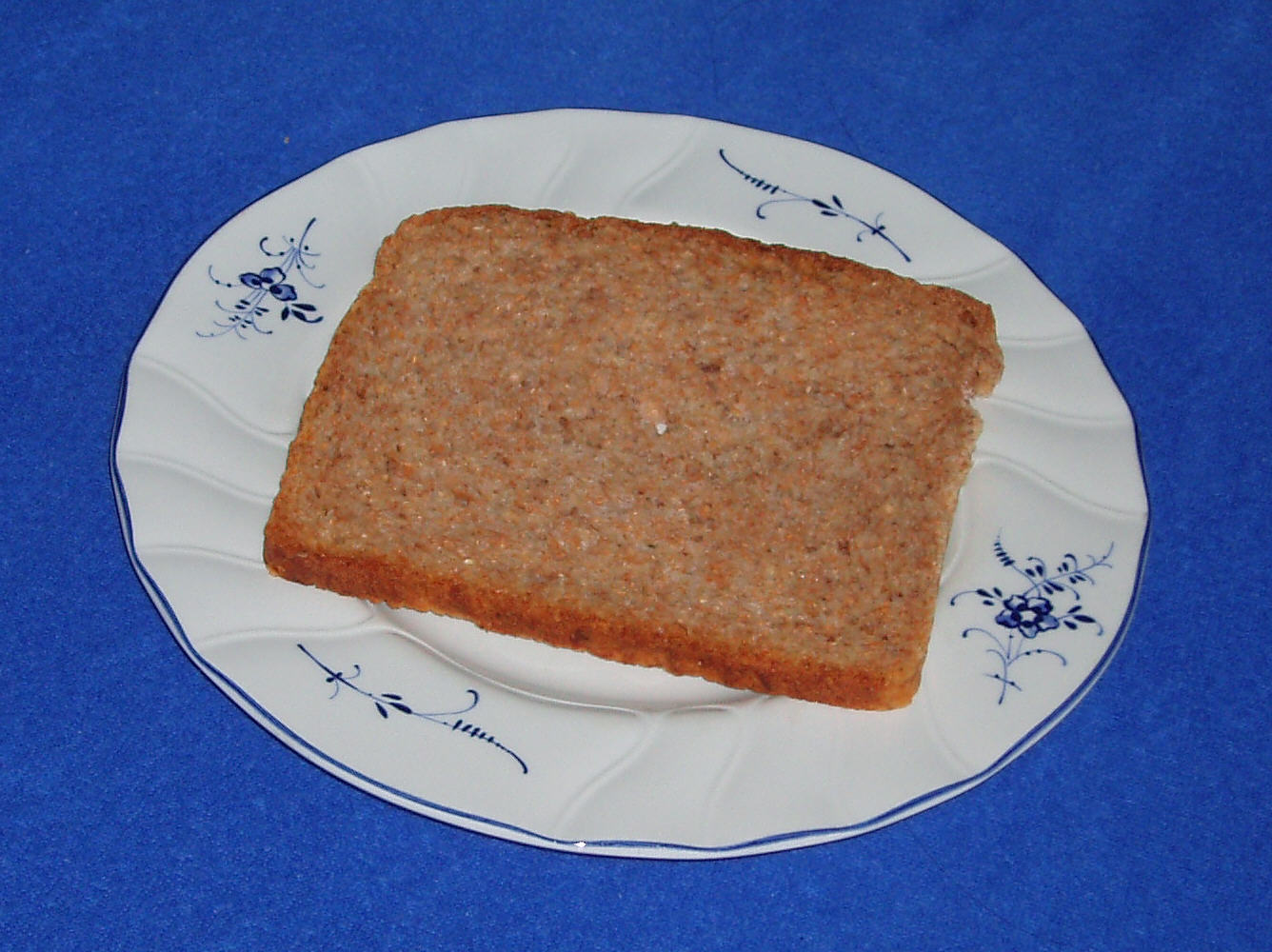
Pain Graham.

Le pain Graham est un pain nommé d'après l'Américain Sylvester Graham (1794-1851), fabriqué à partir de fins gruaux de blé complet.

## Histoire
À l'origine, le pain était cuit sans ajout d'agent levant (levure ou levain) et de sel après une fermentation spontanée dans un moule à cake. Sylvester Graham l'a développé en 1829 comme alternative au pain blanc courant à l'époque. Le pain de seigle était considéré comme arriéré et rural au début du XIXe siècle. Le pain fabriqué à partir de farine blanche était un symbole de statut social de la classe moyenne et était généralement acheté à la boulangerie plutôt que cuit par soi-même. Cependant, la couleur claire ne provenait généralement pas d'un faible degré de mouture, mais du blanchiment de la farine plus foncée avec de l'alun et du chlore, ce qui réduisait les coûts de production. Au XXIe siècle, les produits de boulangerie Graham sont généralement fabriqués avec de la levure comprimée, avec ou sans pré-pâte, car la fermentation spontanée ne produit qu'un relâchement insuffisant des produits de boulangerie.
Graham était convaincu qu'un pain ferme fabriqué à partir de farine moulue était plus nutritif et plus sain. Il soutenait que les additifs détruisaient la salubrité du pain et augmentaient le désir sexuel. Ce dernier point ne reposait sur aucune base scientifique, mais cette opinion était largement répandue à l'époque.
On sait maintenant que les agents de blanchiment utilisés initialement sont nocifs. Les stimulants ne sont que partiellement nocifs pour la santé. Aux États-Unis, mais pas dans l'Union européenne, l'azodicarboxamide, par exemple, est autorisé comme agent levant et améliorant la pâte. L'effet bénéfique pour la santé du pain Graham est principalement dû à l'absence de certains produits chimiques et seulement dans une faible mesure à l'utilisation de farine complète ou à l'absence d'agents levant. En Allemagne, le blanchiment de la farine est totalement interdit. Le grain finement moulu était également un composant du pain blanc blanchi de l'époque de Graham. La farine d'extraction n'a été développée que plus tard.